# Andreas Gundlach
Andreas Gundlach (* 1975 in Hannover, Niedersachsen) ist ein deutscher Komponist, Pianist und Keyboarder.

## Werdegang
Andreas Gundlach studierte nach seinem Abitur von 1995 bis 1999 an der Musikhochschule Carl Maria von Weber Klavier bei Michael Fuchs und Günter Hörig und Komposition bei Rainer Lischka in Dresden. Später unterrichtete er an der gleichen Hochschule Jazzpiano und Improvisation in Dresden sowie an der Hochschule für Musik und Theater „Felix Mendelssohn Bartholdy“ in Leipzig.
Seit 1997 ist Gundlach Mitglied der Dresdner Sinfoniker, mit denen er an mehreren Einspielungen und Uraufführungen mit Musik von Torsten Rasch, Avet Terterian, John Williams, Henry Mex und Benjamin Yosupof beteiligt war; 1999 war er der Keyboarder bei der europäischen Erstaufführung von John McLaughlins Apocalypse mit demselben Klangkörper.
Gundlach arbeitet zudem als freier Pianist; er tritt unter anderem gemeinsam mit Sarah Kaiser, Gregor Meyle, Gunther Emmerlich und Nina Hagen auf. Vertretungsweise spielte er 2011 mit Saga. Als Pianist ist er auch auf Aufnahmen mit Michael Schulz (Blue Tune), Polarkreis 18 (The Colour of Snow), Jörg Widmoser und Hörbüchern zu hören.
Gundlach arbeitet seit 2016 mit der chinesischen Sängerin Ni Xan Quin. Dabei verbinden sie traditionellen chinesischen Gesang mit zeitgenössischen elektronischen Klängen und tibetischen Aspekten. Mit der Formation Niniandi gewannen sie im September 2016 die höchste Auszeichnung auf dem „Silk Road Festival“ in Xi’an. Daneben konzertiert er mit seinem Soloprogramm als Pianist sowie als Keyboarder in verschiedensten Bands.

## Werke (Auswahl)

### Kompositionen
- Quartüüryum, Konzert für Synthesizer, Klavier und Orchester[4][5]

### Bücher
- ... wie die Stadt schön wird. - Leonard Bernstein: Wonderful Town, Co-Autor, Thelem, 2017, ISBN 978-3-945363-63-8

### Diskographie (Auswahl)
- Essnlassn mit Anna Mateur, Voland & Quist, 2018, ISBN 978-3-86391-231-4[6]
- Andreas-Gundlach-Trio + special guest Adam Rogers, Keep Cool!, 2001[7]
- Wir beten an [Orange], SCM-Verlag, 2013[8]
- Teen Town, Coolmusic, Wuppertal, 2003[9]
- Play Like David, Gerth Medien, 2008, Sampler[10]